# افعی رخ‌چاله‌ای
افعی رخ‌چاله‌ای یا افعی رخ‌چاله‌دار (نام علمی: Crotalinae) نام یک زیرخانواده از تیره گرزه‌ماران است. این مارها می‌توانند رنگهای مختلفی مانند سبز و قهوه‌ای داشته باشند و در نقاط مختلفی مانند جنگل آمازون و جنوب شرق آسیا قابل مشاهده هستند.
- واژهٔ «چاله» (Pit)، به چاله‌ای که بین چشم و بینی این مارها قرار دارد و برای دریافت حس  به کار می‌رود، اشاره می‌کند. در واقع این چاله به عنوان حسگر فروسرخ شناخته میشود.